# Ramiro Funes Mori
Ramiro Funes Mori (* 5. března 1991, Mendoza) je argentinský fotbalový obránce, který v současnosti hraje za anglický klub Everton FC a reprezentaci Argentiny.

## Osobní život
V roce 2001 celá jeho rodina emigrovala do USA, Ramiro má dvojče Rogelia, který hraje za mexický klub Monterrey.

## Klubová kariéra

### River Plate
V roce 2008 nastoupil do juniorky Riveru Plate, odkud se v roce 2011 dostal do A-týmu.
Ramiro zde strávil skvělé 4 roky.

### Everton
V posledních hodinách letního přestupového období 2015 ho za 9 500 000 liber koupil Everton.